# Vallentuna Bollklubb
O Vallentuna BK Fotboll, ou simplesmente Vallentuna BK, é um clube de futebol da Suécia fundado em 1919. Sua sede fica localizada em Vallentuna.